# Guido Rossi
Guido Rossi (Milano, 16 marzo 1931 – Milano, 21 agosto 2017) è stato un giurista, avvocato e politico italiano.

## Biografia
Quale alunno del Collegio Ghislieri (1948-1953), si è laureato in giurisprudenza all'Università degli Studi di Pavia nel 1953, conseguendo nel giugno 1954 il Master of Laws all'Università di Harvard. Già docente universitario di diritto commerciale, di diritto privato comparato e filosofia del diritto a Trieste, Venezia, Pavia e Milano (Statale, Bocconi e Vita-Salute San Raffaele), nel 1981 viene nominato presidente della Consob. Eletto senatore per la sinistra indipendente nella X Legislatura (dal 1987 al 1992), è stato promotore della legislazione antitrust in Italia. In seguito ha guidato la Ferfin-Montedison e la Telecom Italia. È stato anche direttore responsabile della Rivista delle Società e direttore della rivista Banca, Borsa e Titoli di Credito, nonché editorialista del Sole 24 Ore. 
Per un anno ha tutelato gli interessi della banca olandese Abn Amro. Nel 2003 ha difeso il presidente di Capitalia Cesare Geronzi, coinvolto negli scandali Cirio e Parmalat. Nel 2006 viene nominato commissario straordinario della FIGC per gestire la situazione di emergenza creatasi dopo lo scandalo di Calciopoli. Il 15 settembre 2006, dopo le dimissioni di Marco Tronchetti Provera, viene nominato nuovamente presidente di Telecom Italia, incarico che lascerà il 6 aprile 2007. L'anno successivo è diventato consulente della FIAT, nel tentativo di rilanciare la società in crisi di vendite. Il 4 maggio 2011 è stato nominato garante etico della Consob, carica dalla quale si è dimesso il 26 ottobre 2012.

## Controversie
Rossi ricevette accuse, in merito alla sua attività di commissario FIGC durante Calciopoli, di non essere una personalità super partes. A generare controversie fu la decisione di Rossi, il quale era stato membro del CdA dell'Inter dal 1995 al 1999, di conferire il 26 luglio 2006 il titolo di campione d'Italia per la stagione 2005-2006 (inizialmente non assegnato in seguito al verdetto della giustizia sportiva a causa delle penalizzazioni della Juventus e del Milan) proprio all'Inter, dopo che lo studio del caso era stato delegato a un comitato di tre saggi (Gerhard Aigner, Massimo Coccia e Roberto Pardolesi).
La polemica sulla presunta parzialità di Rossi è nata quando, in un'intervista al Corriere della Sera, l'ex presidente della FIGC, Franco Carraro, ha detto che il commissario, in merito all'assegnazione del titolo, era stato forse mal consigliato dai suoi esperti. A queste parole Aigner ha risposto con una smentita categorica, specificando che il suo compito e quello degli altri "saggi" era quello di verificare se gli statuti e i regolamenti di UEFA, FIGC e Lega davano la possibilità di creare una classifica diversa dopo la penalizzazione di alcune società. Secondo Aigner, le norme concedevano questa possibilità e il compito degli esperti si era limitato a confermarlo al commissario, il quale, una volta acquisito il parere giuridico, decretò autonomamente l'assegnazione dello scudetto. Rossi, dal canto suo, ha sempre negato di essere stato condizionato nelle sue scelte, sottolineando, a tale proposito, come l'esito del campionato 2006 non fosse stato determinato da lui ma dai comportamenti di Luciano Moggi.

## Pubblicazioni
- Il fallimento nel diritto americano, CEDAM, 1956, ISBN 88-13-10663-7.
- Utili di bilancio, riserve e dividendo, Giuffrè Editore, 1957.
- L'avallo come garanzia cambiaria tipica, Giuffrè Editore, 1962.
- Persona giuridica, proprietà e rischio d'impresa, Giuffrè Editore, 1967.
- Trasparenze e vergogna. Le società e la borsa, il Saggiatore, 1982.
- La scalata del mercato: la borsa e i valori mobiliari, il Mulino, 1986, ISBN 88-15-01123-4.
- Il ratto del Sabine, Adelphi, 2000, ISBN 88-459-1559-X.
- Il conflitto epidemico, Adelphi, 2003, ISBN 88-459-1791-6.
- Capitalismo opaco (con Federico Rampini), Editori Laterza, 2005, ISBN 88-420-7649-X.
- Il gioco delle regole, Adelphi, 2006, ISBN 88-459-2014-3.
- Il mercato d'azzardo, Adelphi, 2008, ISBN 88-459-2241-3.
- Perché filosofia, Editrice San Raffaele, 2008, ISBN 88-86270-59-3.
- Possibilità economiche per i nostri nipoti? (con John Maynard Keynes), Adelphi, 2009, ISBN 88-459-2374-6.
- Non rubare (con Paolo Prodi), il Mulino, 2010. ISBN 88-15137-78-5.
- Quei maniaci chiamati collezionisti, Archinto Editrice, 2010. ISBN 88-77685-63-8.

## Riconoscimenti
- Nel 2018 il Comune di Milano ha deciso che il suo nome venga iscritto nel Famedio, all'interno del Cimitero Monumentale[8].